# Gommeux

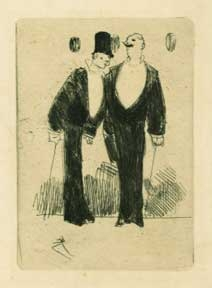
« Les Deux Gommeux. »
Eau-forte de Jean-Louis Forain (1876).

Le gommeux est le personnage type du jeune élégant du XIXe siècle, désœuvré et vaniteux.

## Portraits
Le gommeux fait sa première apparition à Paris dans les années 1840. En 1877, il est toujours décrit par un feuilletonniste du Petit Journal, simplement comme « un idiot ayant une raie au milieu de la tête comme une femme ». C'est aussi avec la raie au milieu qu'il est personnifié sous le nom d'Angénor Gommeux dans Le Trombinosocope de Touchatout :

« Au physique, Angénor Gommeux est un grand garçon aux traits fadasses et bêtes. Il est replet parce qu'il est bien nourri, mais il est sans muscles. La figure est grasse et jaune. Il se maquille comme une femme, porte la raie sur le milieu de la tête, et ramène sur son front d'idiot deux bandeaux de cheveux plats et lisses qui complètent la caricature la plus insensée de l'espèce humaine pour les gens qui ont le bonheur de se souvenir que Vercingétorix en faisait partie. »

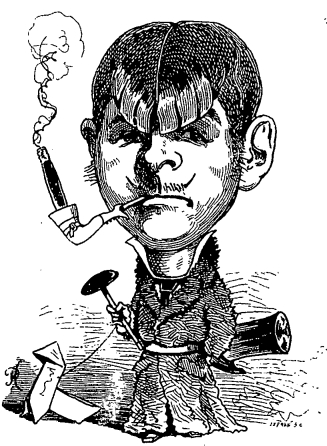
Angénor Gommeux
dessiné par Georges Lafosse.

Le personnage figure abondamment dans les romans du temps. Gyp le dépeint comme un homme aux « épaules et vêtements étroits ; col très haut ; bottines à pointes aiguës et relevées ; parapluie roulé dans son étui ; pantalon retroussé ; chapeau à bords plats ; marche en fauchant, les bras écartés du corps avec affectation ». Jean-Louis Dubut de Laforest brosse le portrait d'un gigolo portant « des vêtements de jeune gommeux, des cols largement rabattus, des cravates de nuances tendres, un bracelet au poignet gauche et des bagues à tous les doigts — des bagues de femme ». Edmond de Goncourt évoque encore un autre personnage : « Couché sur un coin du divan, la tête en bas, les jambes croisées en l'air, il se faisait les ongles avec une lime minuscule. Le col droit, un mouchoir passé entre sa chemise et son gilet, tout chez le bambin, depuis la semelle immaculée de ses bottines jusqu'à la raie correcte du milieu de sa tête, sentait le rassis d'un vieux gandin, d'un vieux gommeux. »

## Contexte historique et social
À chaque époque de l'histoire française, raconte Bertall, un nom plus ou moins fantaisiste a servi à désigner ceux que l'élégance, la prétention ou le succès mettaient particulièrement en évidence. Bertall cite à l'appui les mignons sous Henri II et Henri III, les beaux fils au temps de la Fronde, les menins sous Louis XIV, les roués de la Régence, les merveilleux sous Louis XV et les incroyables du Directoire, suivis des fashionables et des dandys sous la Restauration, puis des lions et des gants jaunes sous Louis-Philippe. Apparaissent ensuite les « petites dames » qu'on appelle les biches. Ceux qui les poursuivent sont appelés les daims, puis les gandins. Lorsque les biches se font cocottes, les « petits messieurs » deviennent les cocodès, puis les petits crevés. Les cocottes deviennent à leur tour les crevettes. Quand surgit enfin le gommeux, le Littré le qualifie de « dernier nom du jeune homme à la mode, de celui qu'on a appelé muscadin, mirliflor, dandy, lion, gandin, petit crevé, etc. ».

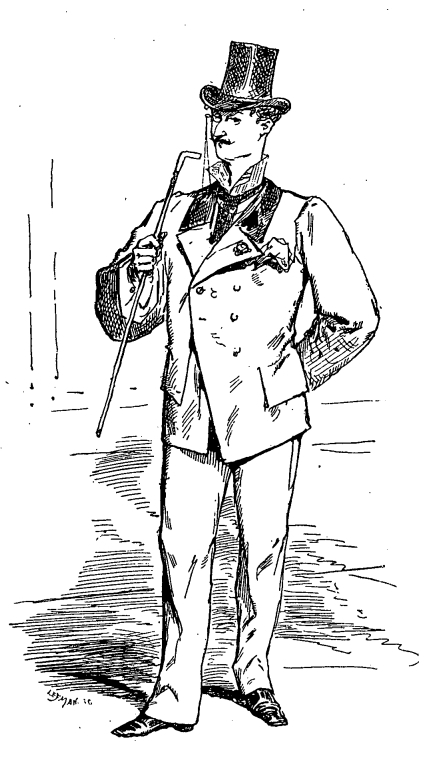
Le gommeux vu par Bertall.

Dans le portrait satirique qu'il en fait dans son Trombinoscope, Touchatout présente le personnage d'Angénor Gommeux comme un « navrant échantillon des produits de l'ère impériale française », né à Paris en 1845. « Qu'avait-il vu autour de lui, en grandissant ? le relâchement absolu des mœurs, la course aux écus pieds dans la boue, cœur dans la fange ; et, par-dessus tout, la plus déplorable indifférence politique. » Lorsqu'éclate la guerre de 1870, Angénor crie « À Berlin ! » comme ses camarades, mais s'en retourne le soir même aux Bouffes « où les débuts intéressants d'une cabotine en vedette contrebalançaient dans son débile cerveau l'importance d'une guerre où la France jouait son existence ». Pendant le siège de Paris, il se réfugie avec sa famille en province, où il passe son temps à faire des mots spirituels sur la viande de cheval qu'on lui sert alors à manger. Une fois revenu à ses plaisirs futiles et à ses affaires louches, « Angénor est aujourd'hui dans tout l'épanouissement de sa laideur morale. Cœur éteint, tête vide, il n'a plus ni flamme, ni esprit, ni foi, ni honneur, ni conscience. Rien de ce qui est beau et noble ne l'émeut, rien de ce qui est injuste ne le révolte. »
Dans son ouvrage Les Petits-maîtres de la mode, Richard Le Menn décrit deux sortes de gommeux et gommeuses : « Je distingue deux périodes chez les gommeux : de vers 1870 - 1890 et de vers 1890 - début XXe. Dans la première ils sont particulièrement élégants, dans la deuxième plus originaux. Dans le second temps des chanteurs et chanteuses de cafés-concerts reprennent ces personnages. Plus que de période je devrais parler de deux statuts : l'un davantage issu de la haute société, l'autre moins souvent. Dans sa Comédie de notre temps (1874) Bertall établit trois catégories : la "haute gomme" ("Politique et diplomatie"), la "gomme" ("remisier, associé d'agent de change, chef de rayon") et la "petite gomme". »

## La gomme et les gommeuses
Le personnage du gommeux se fait à ce point remarquer que l'on ressent le besoin d'un mot pour désigner le milieu où il évolue. « Les jeunes gens élégants font partie de la gomme, écrit Bertall, les gens très-chics sont de la haute gomme. ». Dans ses Excentricités du langage, Lorédan Larchey cite cette phrase d'un écrivain : « Anna est très-connue dans toute la haute et la demi-gomme. »

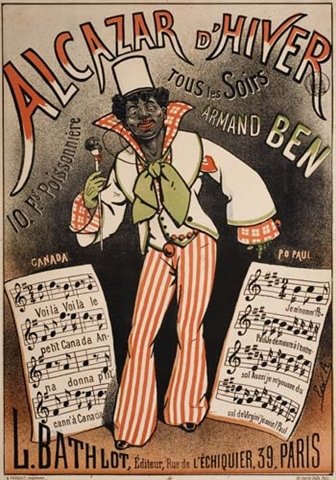
Armand Ben à l'Alcazar en 1873.

En 1873, une deuxième incarnation du gommeux voit le jour lorsqu'un chansonnier du nom d'Armand Ben monte sur la scène du cabaret parisien l'Alcazar. Habillé en gommeux, il se taille un joli succès avec une chanson aux paroles ridicules intitulée Je cherche Lodoïska. Le chansonnier Paulus raconte dans ses mémoires que cette scie fut reprise ensuite par le chanteur Libert, « le vrai créateur du genre gommeux, genre très démodé aujourd'hui, mais qui eut une grande vogue avec des interprètes de talent, masculins et féminins ». Ces dernières, appelées gommeuses, ont connu vers la fin du siècle une certaine vogue dans les cafés-concerts et ont été célébrées à leur tour par des chansonniers tels que Gaston Couté et Georgette Plana.

## Spéculations étymologiques
L'origine du mot gommeux a suscité autant de conjectures qu'il y a de sens du mot gomme. En 1877, un lecteur de L'Intermédiaire des chercheurs et curieux affirme que le terme a été emprunté au vocabulaire des jardiniers. La gomme, dit-il, est une maladie des arbres fruitiers. Comme eux, les gommeux deviennent stériles et meurent prématurément. Un autre lecteur écrit : « Considérez l'aspect empesé d'un gommeux, qui semble un bonhomme de bois, habillé de carton, et vous connaîtrez l'origine de ce désagréable, mais très juste qualificatif. »
Certains auteurs ont avancé d'autres explications. Bertall rapporte qu'on avait l'habitude de « passer à la gomme » le nom des joueurs indélicats dans les clubs parisiens. Ceux dont le nom n'avait pas été gommé devenaient ainsi des gommeux. Bertall hasarde aussi une autre hypothèse selon laquelle un homme qui perdait sa fortune ou sa position était dégommé. Le gommeux était donc celui qui restait bien en vue et se faisait envier pour sa toilette et son chic. Edmond de Goncourt croit savoir qu'il s'agit à l'origine d'un terme de mépris, dont les femmes, dans les cabarets autour de Paris, affublaient ceux qui mettaient de la gomme dans leur absinthe et n'étaient donc pas de vrais hommes. 
Les lexicographes sont eux-mêmes partagés. Selon les uns, les gommeux étaient appelés ainsi parce qu'ils n'avaient d'autre occupation que de se gommer, de se pommader, de se parfumer ; selon les autres, parce qu'ils portaient des vêtements passés à la gomme, c'est-à-dire empesés, apprêtés. 
Le terme subsiste dans la langue familière comme un synonyme de prétentieux.

## Au Café-Concert
Libert, Ducastel, Valentine Valti, Henriette Bépoix, Alice de Tender, Dianette, Mistinguette, Caribert, Lucy Manon, Juliette Méaly, Aimée Chavarot, Mme d'Alma, Valda, Mlle Bianka, Irma de Lafère, Marie Heps, Armand Ben, Forscolo ont incarné le genre gommeux.